# Clymene
Clymene é um gênero de traça pertencente à família Arctiidae.